# شریک‌های جهانی ناتو

اعضای ناتو
شریک‌های ناتو
شریک سابق (افغانستان)

شریک‌های جهانی ناتو کشورهایی هستند که به‌طور منظم با ناتو همکاری می‌کنند؛ اما به دلیل ماده ۱۰ که کشورهای واجد شرایط برای پیوستن به ائتلاف را محدود به کشورهای اروپایی کرده‌است، قادر به پیوستن به ناتو نیستند.
شریک‌های جهانی با توجه به همکاری منظم با کشورهای عضو ناتو در زمینه چالش‌های امنیتی متقابل مشترک مانند دفاع سایبری، مبارزه با تروریسم، منع گسترش سلاح‌های هسته‌ای، هم‌سطح کشورهای دارای برنامه اقدام مشارکتی فردی هستند. بسیاری از شریک‌های جهانی ناتو نیز متحدین اصلی آمریکا خارج از ناتو هستند. این کشورها با نیروهای مسلح ایالات متحده آمریکا همکاری نزدیک دارند و از مزایای نظامی و مالی یکدیگر بهره‌مند می‌شوند.

## کشورهای شریک با ناتو
- استرالیا
- کلمبیا
- عراق
- ژاپن
- مغولستان
- نیوزیلند
- پاکستان
- کره جنوبی

## شریک سابق
- افغانستان (تا ۲۰۲۱)[۳]